# 복수무정 2
《복수무정 2》(영어: Out for Justice)는 미국에서 제작된 존 플린 감독의 1991년 액션 스릴러 영화이다. 스티븐 서갈이 주연을 맡는 한편 제작에도 참여하였다. 이 영화는 줄리애나 마귤리스의 첫 영화 출연작이다.

## 출연진
- 스티븐 서갈
- 윌리엄 포사이스
- 제리 오바크
- 조 샴파
- 셔린 미첼
- 지나 거숀
- 제이 애커본
- 켄트 매코드
- 로버트 러사도
- 지아니 루소
- 앤서니 디샌도
- 도미닉 키어네이시
- 줄리애나 마귤리스
- 레이먼드 크루즈
- 존 레귀자모
- 케인 호더
- 섀넌 휘리
- 줄리 스트레인
- 댄 이노산토

## 기타 제작진
- 협력 제작: 재클린 조지
- 배역: 패멀라 배스커
- 미술: 진 루돌프